# Psycadelik Thoughtz
Psycadelik Thoughtz је дванаести микстејп америчког хип хоп извођача B.o.B-а. Албум је објављен 14. августа 2015. године, од стране издавачких кућа Гранд хустл, Атлантик рекордс и Ребел рок ентертајнмент. Пјесма "Back and Forth" објављена је онлајн дан прије изласка албума.

## Позадина
B.o.B је овај пројекат описао на твитеру, гдје је рекао: "Мојим фановма: видио сам ваше поруке, твитове, постове на инстаграму јер сам био заузет у студију, редећи на мом албуму, али прво...Желим да објавим веома специјални пројекат. Ово тијело рада је више од музике, то је искуство!" Рекао је да се вратио својој старој личности, Бобију Реју, коју је користио на својим микстејповима B.o.B vs. Bobby Ray (2009) и May 25th (2010), као и на дебитантском студијском албуму B.o.B Presents: The Adventures of Bobby Ray (2010). У интервјуу датом за HipHopDX, рекао је: "То је био изненадни пројекат. То је пројекат на којем се нисам трудио да испуним било чија очекивања или циља било гдје посебно. Хтио сам да урадим нешто што је било кохезивно. И све то стоји од "Back and Forth," водећег сингла. Хтио сам да направим нешто што би могло да га подржи. Почело је као EP, а затим је прерасло у читави пројекат. Осјетио сам да је овај пројекат толико посебан због тога што су људи питали за Бобија Реја и ово је Боби Реј у пуном облику. У исто вријеме, то је следећи корак у довођењу мене тамо гдје идем. Морам да покажем људима ово. На мом следећем албуму, биће још шашавије. Није остало тако да говорим, али само оно што бисте очекивали од мене." У интербјуу за Билборд, на питање у који жанр га људи сврставају, рекао је:"То је више погрешно схватање. Када сам објавио мој први албум [The Adventures of Bobby Ray], много мојих микстејп фанова били су као 'зашто правиш сву ову велику поп музику? Желимо старог Боба назад'. Затим када сам урадио Strange Clouds, било је као 'Желимо “Nothin’ on You” Боба назад. Чак и са Psycadelik Thoughtz ту је и даље фанова који говоре 'врати се старим стварима'. То је разговор којем нема краја. Али моја прича се и даље прича. Сада сам на мјесту гдје желим да узмем све своје музичке стране које сам излагао и да их комбинујем у ремек дјело, у којем ће сви моји фанови моћи колективно да уживају.

## Критички пријем
| Професионални рејтинг | Професионални рејтинг |
| Резултати             | Резултати             |
| Извор                 | Рејтинг               |
| --------------------- | --------------------- |
| AllMusic              | [ 9 ]                 |
| HipHopDX              | [ 10 ]                |

Дејвид Џефри са сајта AllMusic додијелио му је три од могућих пет звјездица, написавши: "Након његовог напора у 2013. години Underground Luxury, поп репер B.o.B. вратио се нечему много сигурнијем, концептуални ЛП. Psycadelik Thoughtz је албум који је инспирисан рок и фанк музиком седамдесетих, који је побиједио зато што је тако опуштен, не зато што је неопходан. MC звучи као да ужива на овом одмору у земљу Фанкаделика или Хендрикса, и док неки од материјала недостаје у удару и враћању вриједности поп материјала, помисао ЛП-ија и ентузијазам помажу да се попуни та празнина. Сматрајући га чудним, B.o.B-ов албум је добар за шалу, али и такође онај који је најбоље оставити за повратнике." Сајт HipHopDX дао му је двије и по од могућих пет звјездица, истакавши како "B.o.B још једном није успио да понови успјехе какве је имао раније у каријери" и да "никада није био у врху најбољих хип хоп извођача."

## Комерцијалне перфомансе
Албум је на листи Билборд 200 дебитовао на 97 мјесту, док је на првом мјесту био албум Лука Брајана под називом "Kill The Lights". На листи Билборд топ хип хоп албума дебитовао је на десетом мјесту, док је на првом мјесту био албум репера Dr. Dre под називом "Compton". На листи Билборд топ реп албума дебитовао је 5. септембра 2015. године, на седмом мјесту, док је на првом мјесту такође био албум Dr. Dre "Compton".

## Списак пјесама
| №               | Назив                             | Продуценти                               | Трајање |  |
| 1.              | Psycadelik Thoughtz               | Cook Classics                            | 3:39    |  |
| 2.              | Violence (ft. Џон Белион)         | B.o.B JaqueBeatz                         | 2:26    |  |
| 3.              | Confucius (featuring Soaky Siren) | Артур Макартур B.o.B                     | 3:26    |  |
| 4.              | Back and Forth                    | B.o.B Џејмсон Џонс                       | 3:43    |  |
| 5.              | Plain Jane                        | G-Tek B.o.B                              | 3:00    |  |
| 6.              | Hourglass                         | B.o.B Geoffro Cause                      | 3:48    |  |
| 7.              | Violet Vibrato                    | B.o.B Кајл Кинг JaqueBeatz Џереми Дејвис | 4:54    |  |
| 8.              | Up                                | B.o.B JaqueBeatz                         | 4:33    |  |
| 9.              | Joburg                            | B.o.B                                    | 3:48    |  |
| 10.             | Love Life (ft. Севин Стретер)     | B.o.B Џо Фиц                             | 3:36    |  |
| 11.             | Have Nots                         | B.o.B Кајл Кинг JaqueBeatz               | 3:33    |  |
| Укупно трајање: | Укупно трајање:                   | Укупно трајање:                          | 40:26   |  |

## Особље
Заслуге за албум Psycadelik Thoughtz прилагођене су са сајта Allmusic:
- Џон Белион — гостујући извођач
- B.o.B — примарни извођач
- Соаки Сирен — гостујући извођач
- Севин Стретер — гостујући извођач

## Листе
| Листа(2015)               | најбоља позиција |
| ------------------------- | ---------------- |
| Билборд 200               | 97               |
| Билборд топ хип хоп албум | 10               |
| Билборд топ реп албум     | 7                |